# SSTR

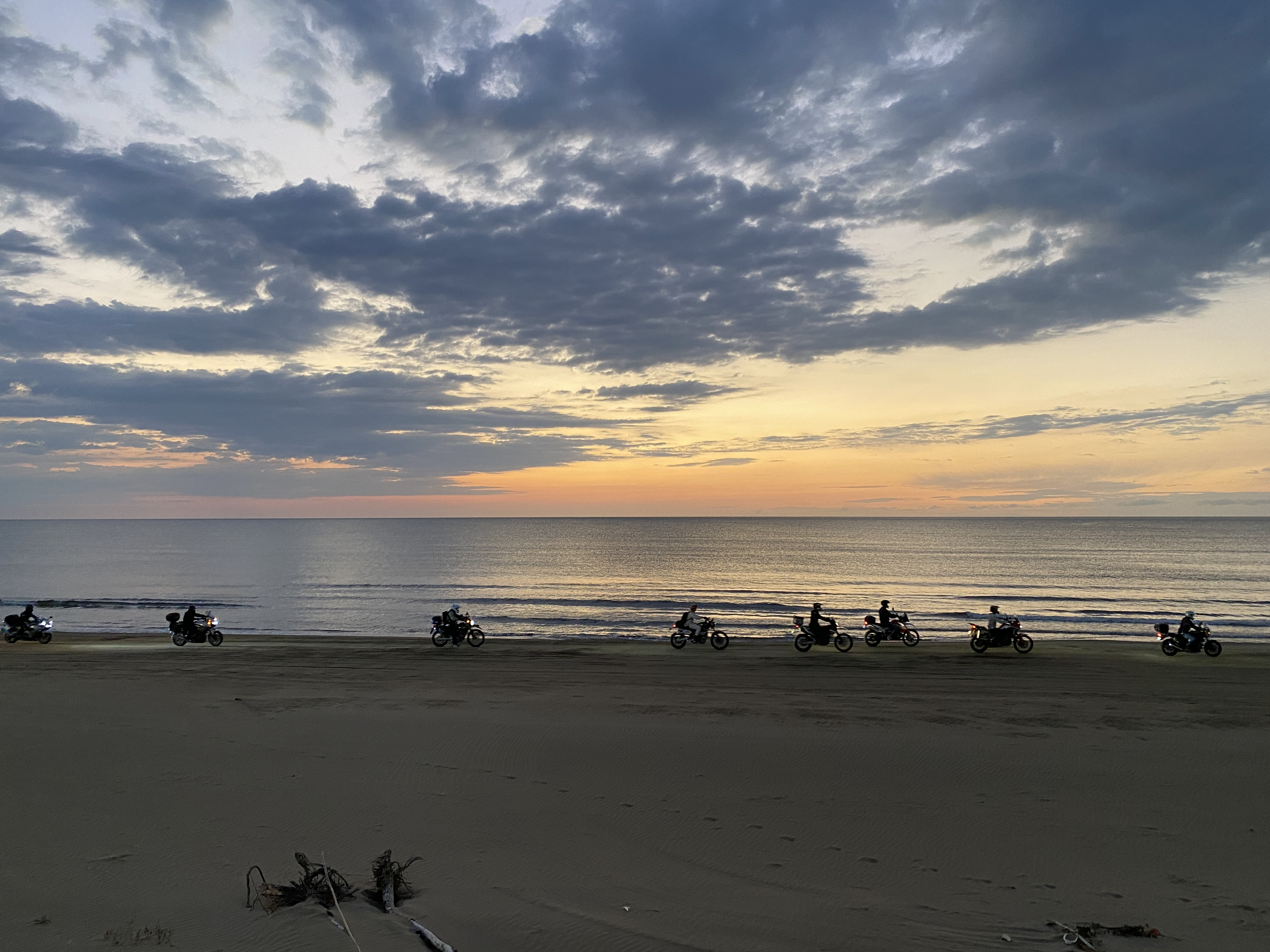
SSTR2021

SSTR (Sunrise Sunset Touring Rally、列島縦断オートバイラリー)は，1982年に日本人ライダーとして初めてパリ・ダカールラリーに参加完走したオートバイ冒険家風間深志が2013年に開始した，オートバイによるツーリングイベント．

## ルール
自身で定めた日本列島の太平洋沿岸を日の出とともにスタートし、日没までに石川県の千里浜海岸にゴールする。スタート地点に設定できない海岸線は、日本海側の平戸大橋〜関門橋〜竜飛岬の区間。ゴール地点は千里浜なぎさドライブウェイ上の「今浜」入口以北8km区間である。経路は自由だが、一般車両が通行可能な公道に限る。道中では指定道の駅一箇所以上、およびその他の立ち寄り場所を登録することによりポイントが加算される。指定道の駅は３ポイント、岬ボーナスポイントは３ポイント、その他の道の駅は２ポイント、高速道路等のサービスエリア・パーキングエリアは１ポイントである。合計１０ポイント以上を獲得してゴールすれば完走したとみなされる。
参加者はGNSS機能のついたスマートフォンを用いて、インターネット上のSSTRシステムでスタート・立ち寄り・ゴールの登録を行う。参加車両には正面、左右側面にSSTRゼッケンステッカーを貼り付ける。
5月頃であれば5時ころに日の出、18時45分ころに日没。
10月頃であれば5時30分ころに日の出、17時30分ころに日没となる。
公式記録によると、最短距離は名古屋付近の出発で、最遠距離は青森県からの出発となる。高速道路も利用できるが、道路交通法通り125cc以下車両の場合は一般道のみでの走破を求められる。なお、並走は自由であるため自動車などでサポートのために参加するケースもある。

## 歴史
- 2013年6月29日，風間深志と16名が，東京お台場の暁ふ頭公園から石川県の千里浜海岸までを，試走．
- 2013年10月19日〜20日．第一回．130台．
- 2014年5月24日〜25日．503台522名．
- 2015年5月30日〜31日．913台955名．
- 2016年9月17日〜18日．1790台1856名．
- 2017年5月20日〜21日．2325台2413名．
- 2017年10月14日〜15日．105台108名．
- 2018年5月26日〜27日．3000台．
- 2019年5月25日〜26日．
- 2020年．コロナウイルス感染防止対策として，従来のように開催を特定日に行なうのではなく，特定期間(2020年10月1日〜2021年3月31日)に行なう「my SSTR」方式を初めて導入[2][3]． 5000台(要確認)
- 2021年10月2日〜17日．コロナウイルス感染対策あり．10月2日，9日，16日は定員制，10月3日〜8日および10月10日〜15日は分散型形式(MY SSTR)[4]
- 2022年5月21日〜29日．5月21日と28日は定員制，5月22日〜27日は分散型形式．[5]
- 2023年5月20日(土)〜28日(日)．5月20日と27日は定員制，5月21日〜26日は分散型形式．1万2千名以上参加（応募は36,000名）[6]
- 2024年10月5日(土)〜19日(土)。10/7(月)～10/10(木)、10/15(火)～10/17(木)はオープン制(計2500台)、その他は定員制(計1万1500台)、合計1万4000台。[7]